# Кавкас
Кавкас (груз. კავკასოსი) — легендарный прародитель северокавказских народов. Согласно Леонти Мровели, Кавкас был седьмым сыном Таргамоса (Фогармы), внука Иафета. Он получил в дар земли «от реки Ломека до рубежей Кавказа на западе». Согласно грузинским хроникам, был предполагаемым предком вайнахских народов (чеченцев и ингушей).